# El Jagüey, Ixtlahuacán del Río
El Jagüey är en ort i Mexiko.   Den ligger i kommunen Ixtlahuacán del Río och delstaten Jalisco, i den centrala delen av landet, 500 km väster om huvudstaden Mexico City. El Jagüey ligger 1 849 meter över havet och antalet invånare är 122.
Terrängen runt El Jagüey är platt åt sydost, men åt nordväst är den kuperad. Terrängen runt El Jagüey sluttar söderut. Runt El Jagüey är det ganska glesbefolkat, med 23 invånare per kvadratkilometer. Närmaste större samhälle är Ixtlahuacán del Río, 8,5 km sydväst om El Jagüey. Omgivningarna runt El Jagüey är en mosaik av jordbruksmark och naturlig växtlighet.